# 佐久間信幸
佐久間 信幸（さくま のぶよし）は、江戸時代中期の旗本。常陸国麻生藩9代藩主・新庄直隆の四男。
旗本・佐久間信尹の後嗣として信尹の娘を娶り、婿養子に迎えられたが、養父に先立って死去し、家督を相続することはなかった。